# Sangre (película de 2020)
 Sangre  es una película coproducción de Argentina, Alemania, España y Brasil filmada en colores dirigida por Juan Schnitman sobre su propio guion escrito en colaboración con Agustina Liendo basado en el argumento de Juan Schnitman y Juan Barberini que se estrenó el 3 de diciembre de 2020 y que tuvo como actores principales a Juan Barberini, Natalia Tena, Bella Camero y Dick Martens.

## Sinopsis
Un hombre llega a Rosario para tomar un puesto importante en un buque petrolero. Dejó atrás, en Ushuaia, un pasado que retorna por momentos y tendrá sucesivos encuentros dramáticos.

## Reparto
Colaboraron en el filme los siguientes intérpretes:
- Juan Barberini como Fernando
- Natalia Tena como Gabriela
- Bella Camero como Melissa
- Dick Martens como Ulrich

## Comentarios
Diego Brodersen en Página 12 opinó:

“Con su reparto forzosamente multinacional –cortesía de la coproducción junto a España, Alemania y Brasil–, siempre correcto y profesional, Sangre se monta sobre los lugares más transitados del subgénero y aporta algún que otro morbo narrativo, aunque los resultados finales dejan sabor a poco. Como una noche que promete aventuras lúbricas fuera de lo común y termina cortándose en seco antes de tiempo.”